# Tu Ju-ju
Tu Ju-ju (Tu Youyou) (kínai: 屠呦呦; pinjin átírással: Tú Yōuyōu; Ningpo (Ningbo), 1930. december 30. –) kínai gyógyszerész. Az artemizinin maláriaellenes hatóanyag felfedezéséért 2015-ben elnyerte az orvostudományi Nobel-díjat.

## Tanulmányai
Tu Ju-ju (Tu Youyou) 1930. december 30-án született a Kína Csöcsiang (Zhejiang) tartományában fekvő kikötővárosban, Ningpóban (Ningbóban). Apja banktisztviselő volt, anyja pedig négy gyereküket (akik közül Ju-ju (Youyou) volt az egyetlen lány) nevelte. A városi magániskolákban folytatta tanulmányait egy kétéves időszakot kivéve 16 és 18 éves kora között, amikor elkapta a gümőkórt és ápolásra szorult. Betegsége miatt döntött úgy, hogy egészségügyi pályát választ és 1951-ben beiratkozott a Pekingi Egyetem gyógyszerészeti szakára. Az egyetemen jó fitokémiai képzést is kapott, megtanulta a gyógynövények hatóanyagainak kivonását és felhasználását. 1955-ben megszerezte diplomáját és a Hagyományos Kínai Orvoslás Akadémiájának Materia Medica Intézetéhez küldték.

## Munkássága
Tu Ju-ju (Tu Youyou) első munkája a kínai lobélia (Lobelia chinensis) farmakológiai vizsgálata volt, a növényt a kínai orvoslás régóta alkalmazta bilharzia, egy laposféreg okozta megbetegedés kúrálására. Ebből írta első tudományos közleményét is 1958-ban. Még elvégezte a Radix stellariae gyógynövény analízisét, majd az egészségügyi minisztérium szervezésében 1959–1962 között hároméves továbbképzésen vett részt a nyugati stílusú gyógyszerészetből. Lehetősége nyílt a hagyományos kínai és a nyugati orvostudomány összehasonlítására; ezt egyébként az állam is ösztönözte.
Az 1950-60-as években világszerte elterjedt a maláriának egy új változata, amit az addigi gyógyszerekre (klorokin) rezisztens Plasmodium falciparum okozott. A betegség Dél-Kínában is számos áldozatot követelt, de az új maláriagyógyszerek kutatásának különösen nagy lendületet adott a vietnámi háború. A kínai kormány 1964-ben titkos maláriakutató programot indított, 1967-ben pedig felállították az ún. 523-as programot a kutatások koordinálására. 1969-ig több ezer hatóanyagot teszteltek, de jelentősebb eredmény nem született. Ebben az évben kapcsolatba léptek a Hagyományos Orvoslás Akadémiájával, ahol Tu Ju-ju (Tu Youyou)t bízták meg egy kisebb kutatócsoport vezetésével.
Mindez a kulturális forradalom közepette zajlott, amikor a tudományok központi támogatását jelentősen visszafogták és a kínai társadalom – különösen az értelmiségiek – nagy megpróbáltatásokon ment keresztül. Tu Ju-ju (Tu Youyou) kohómérnök férjét vidékre küldték fizikai munkára, ő pedig, hogy a munkájára koncentrálhasson, egyéves kisebbik lányát a szüleihez Ningpóba küldte, a nagyobbik négyévest pedig egy bentlakásos nevelőotthonba adta. Kisebbik lánya meg sem ismerte, mikor három évvel később újra találkozhatott vele.

### Az artemizinin felfedezése

Tu Ju-ju az 1950-es években

Munkája első három hónapja alatt összegyűjtötte mindazokat a gyógymódokat és recepteket, amelyeket malária kezelésére javasolt a hagyományos és népi orvoslás: összesen kb. kétezret, köztük növényi, állati és ásványi eredetű hatóanyagokkal. Ezek számát sikerült 640-re redukálnia, majd nekifogtak a növényi kivonatok módszeres tesztelésének a laboratóriumi egereken. Sok kudarc után enyhe pozitív eredményt kaptak az Artemisia annua növény esetében, de az eredmények bizonytalanok voltak. Tu Ju-ju végül Ke Hung (Ge Hong) i.sz. 340-ben írt könyvében talált egy receptet: „egy marék csinghaót (qinghaót) (Artemisiát) meríts két liter vízbe, csavard ki a nedvét és idd meg mind”. Ez abban különbözött a többitől, hogy nem a növény főzetét ajánlotta, hanem nedvének hideg kivonását. Tu Ju-ju arra gondolt, hogy a hatóanyag talán lebomlik hevítés hatására, így hidegen vonta ki a növény anyagait víz, etanol és etil-éter segítségével. 1971 októberében a 191. számú minta kimondottan hatékonynak bizonyult a rágcsálók, majd a megismételt kísérletben a majmok maláriája ellen. 1972 márciusától a csapat elkezdte nagy mennyiségben előállítani a növényi kivonatot, bár leginkább kézi módszerekkel, mert kormányzati segítséget alig kaptak; a kulturális forradalom lerombolta a gyógyszerkutatási infrastruktúrát. Hogy ne veszítsenek időt, Tu Ju-ju és két munkatársa magán végezte el az első humán toxicitási kísérleteket, majd nyár végén elkezdték az első klinikai tesztelést. Emellett novemberre sikerült kristályosítani a hatóanyagot, amely az artemizinin nevet kapta. 1973 őszére kifejlesztették a még hatásosabb, ezért kisebb dózisban adható dihidroartemizint. 1974-ben a sanghaji Szerves Kémiai Intézet segítségével meghatározták a molekula szerkezetét. Az egészségügyi minisztérium 1986-ban törzskönyvezte gyógyszerhatóanyagként az artemizinint, 1992-ben pedig a dihidroartemizint.
Mivel a kutatás titkos volt, a világ közvéleménye csak az 1980-as évek elején szerzett tudomást az új maláriaellenes szerről. A 2000-es évek elején a WHO elsőként javasolta, hogy a malária esetén artemizinin-alapú gyógyszereket adjanak.
2015-ben az artemizinin felfedezéséért Tu Ju-ju megkapta az orvostudományi Nobel-díjat (megosztva az amerikai William C. Campbell-lel és a japán Ómura Szatosival a fonálféreg-ellenes ivermektin hatóanyag felfedezéséért). Ő volt az első kínai orvosi Nobel-díjas és az első női díjazott, aki a Kínai Népköztársaságból származott.

## Elismerései

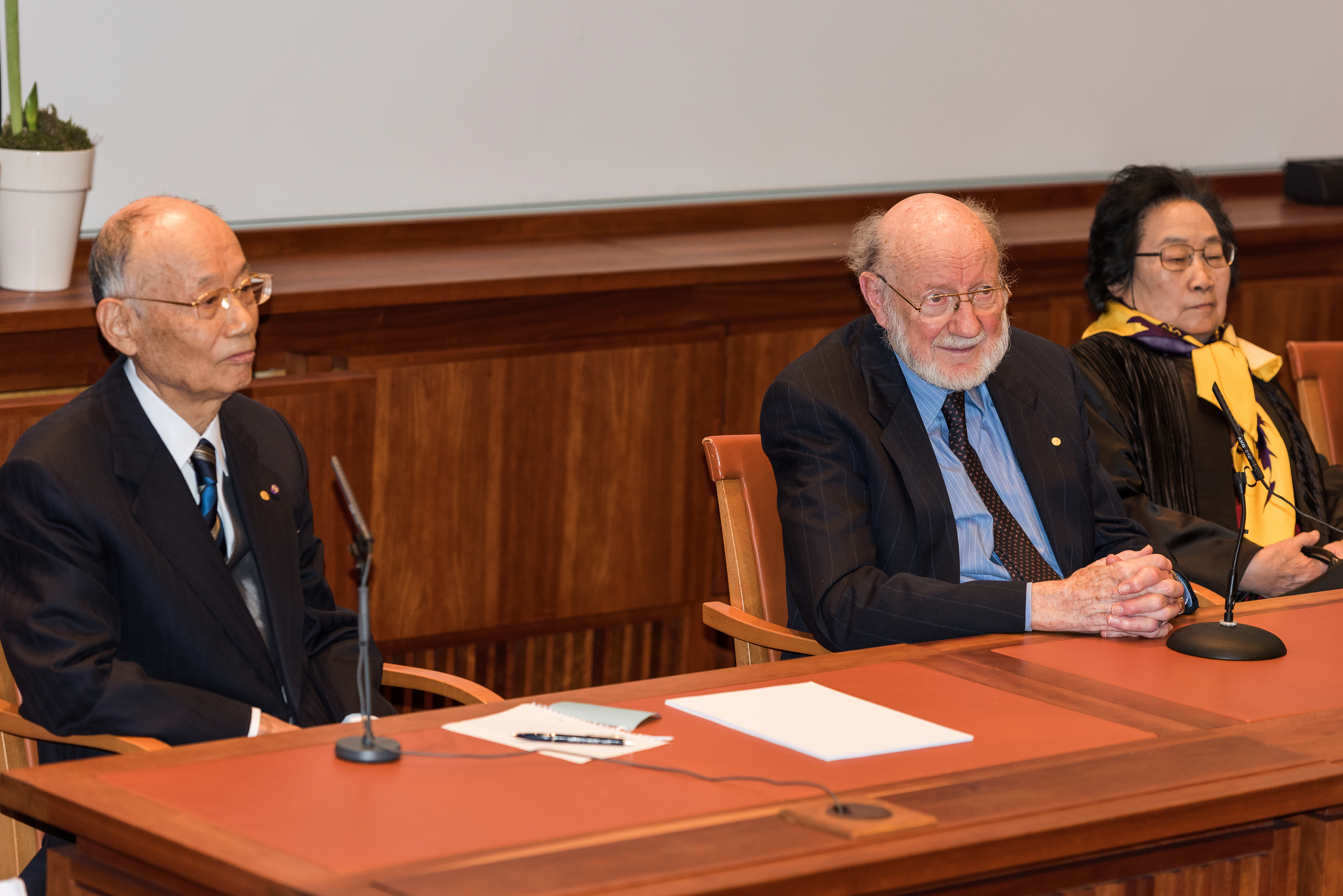
Ómura Szatosi, William C. Campbell és Tu Ju-ju a Nobel-díj átadásának sajtóértekezletén

- 1978 az Országos Tudományos Konferencia díja
- 1979 a tudományos és műszaki minisztérium "Országos Tudományos Felfedezésért" díja
- 1982 a Kínai Nemzeti Tudományos és Műszaki Kongresszus invenciós díja
- 1992 a Hagyományos Orvoslás Akadémiájának legmagasabb tiszteletbeli díja
- 1992 az Állami Tudományos és Műszaki Bizottság tíz legjobb nemzeti fejlesztésének része
- 1995 az Állami Tanács Kiváló Dolgozó érdemrendje
- 1997 az egészségügyi minisztérium "Az Új Kína Tíz legjobb Egészségügyi Fejlesztése" díja
- 2002 a Szellemi Tulajdon Országos Hivatalának "Az Új Évszázad Női Feltalálója" díja
- 2003 Mahidol herceg-díj (Thaiföld)
- 2011 Lasker-DeBakey klinikai kutatásért adott díj
- 2015 a Warren Alpert Alapítvány díja
- 2015 Fiziológiai és orvostudományi Nobel-díj

## Magánélete
Tu Ju-ju (Tu Youyou) középiskolai osztálytársához, Li Ting-csao (Li Tingzhao) kohómérnökhöz ment feleségül; két lányuk született.